# Королевське Євангеліє
Королевське Євангеліє — рукопис 1401 року, написаний на 176 аркушах, прикрашений мініатюрами, заставками та ініціалами; є цінним джерелом історії, визначною пам'яткою української мови, книжкового рукописного мистецтва та українського письменства.

## Історія

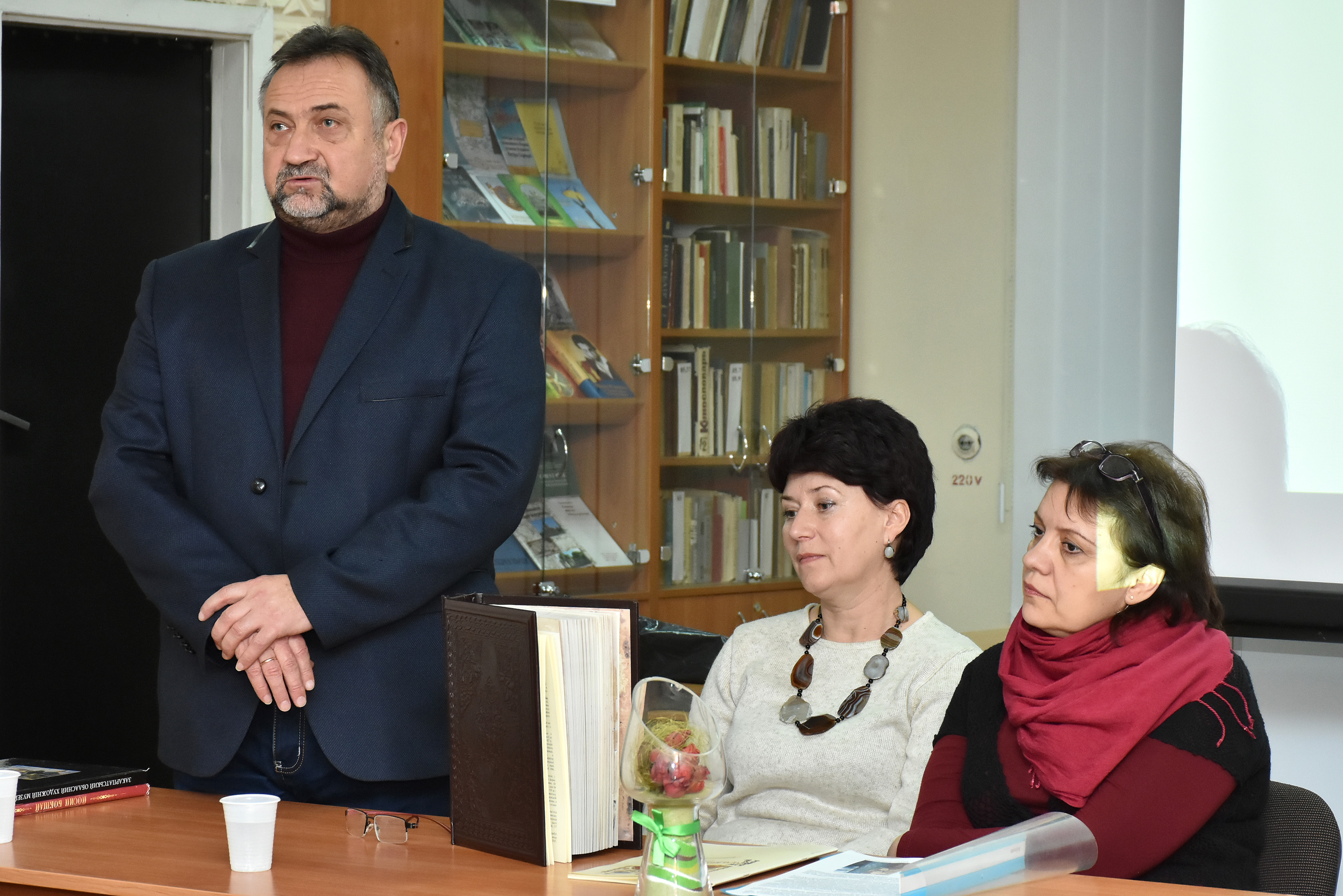
Презентація факсимільного видання Королевського Євангелія в Тернопільській обласній універсальній науковій бібліотеці 23 грудня 2016 року. В центрі — Одарка Сопко (Долгош)

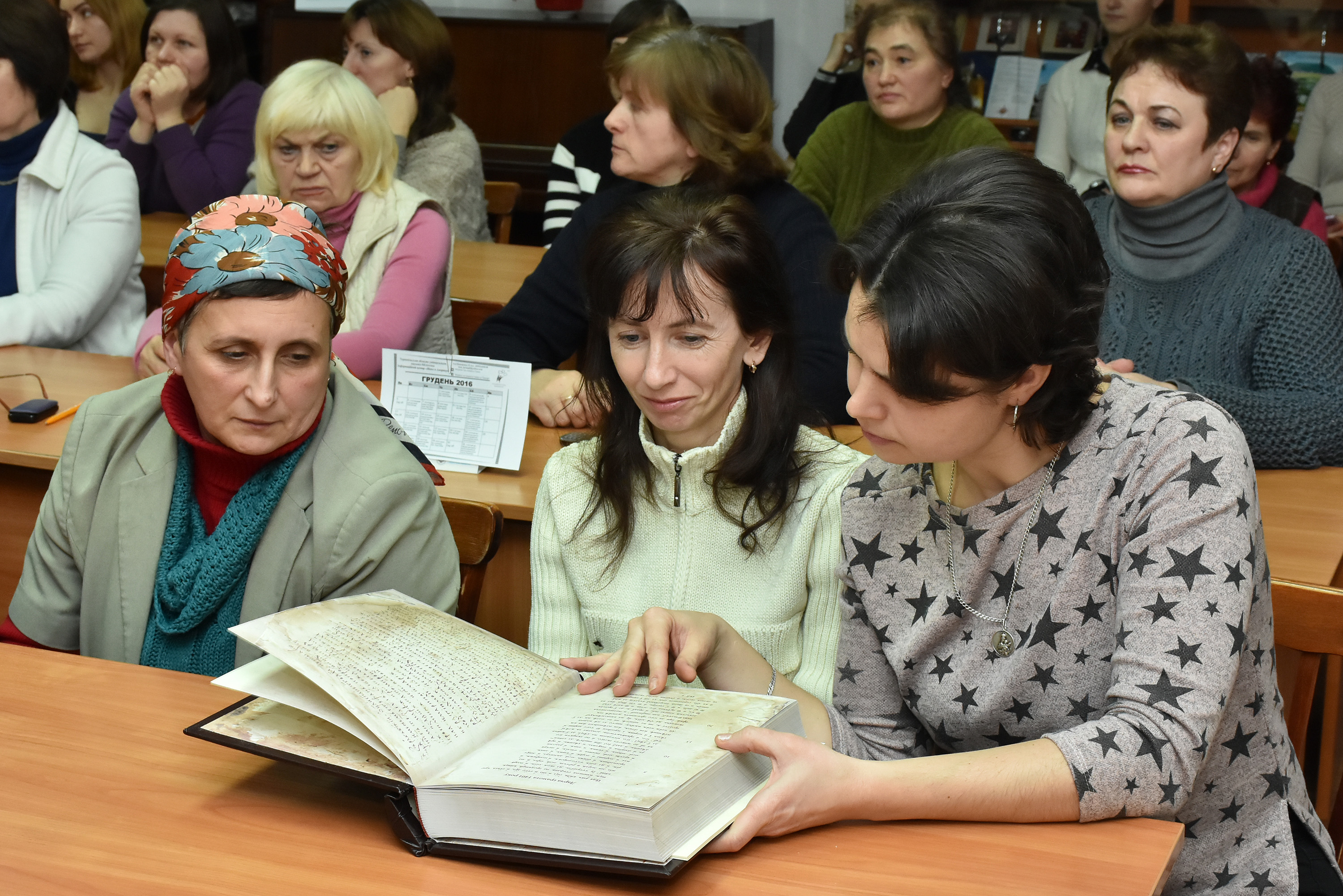
Презентація факсимільного видання Королевського Євангелія в ТОУНБ

Фрагмент Королевського Євангелія, де вказано місце і час створення пам'ятки, а також ім'я переписувача — Станислава Граматика. Копія зі статті В. Микитася і П. Чучки

У 1401 році переписане в храмі Михаїла замку Нялаб (сучасне Королево), за правління слов'янського православного роду Драгфі (Драго-Сас) — Балка, Драга і Януша Волоха. Зберігається в Закарпатському краєзнавчому музеї. Її творець — Станіслав Граматик, що, на думку члена-кореспондента НАН України Василя Німчука, міг приїхати на Закарпаття разом із дружинниками подільського князя Федора Коріятовича.
Громадськість Закарпаття 2011 року відзначила 610‑ліття Королевського Євангелія. У місті Виноградові відбулася наукова конференція, організована Виноградівською районною радою в співпраці з Інститутом української мови НАН України та Ужгородським національним університетом. У селищі Королево тоді відкрито пам'ятковий знак, який освятили очільники греко-католицької та православних церков.
На конференції висловлено побажання, щоб було опубліковано факсиміле цієї пам'ятки. Зусиллями науковців реалізовано проект Рукописна спадщина Закарпаття. Факсимільне видання «Королевське Євангеліє 1401 року».
Пам'ятку опрацювали фахівці кафедри дизайну Закарпатського художнього інституту на чолі з кандидатом мистецтвознавства Одаркою Сопко (Долгош). Робота тривала упродовж 5 років. Консультантами виступили завідувач відділу історії української мови Інституту української мови НАН України Василь Німчук, завідувач відділу археології Закарпатського краєзнавчого музею Йосип Кобаль. Весь тираж книги (100 примірників) виготовили в Українській академії друкарства у Львові.
Надруковані примірники книги призначено не для продажу, а насамперед для безпосереднього поповнення бібліотек, зокрема книгозбірень наукових і навчальних закладів, музеїв, а також дослідників та поціновувачів рідкісної книги.
У додатку до факсимільного видання Королевського Євангелія 1401 року представлено результати наукового вивчення рукопису: показано історію його відкриття, історичні умови, за яких пам'ятку було створено, досліджено книгу з погляду лінгвістики і мистецтвознавства.
Факсимільне видання здійснено з нагоди 615-ої річниці пам'ятки за фінансової підтримки Закарпатської обласної державної адміністрації.
Презентації факсимільного видання відбулися у Києві, Львові, Королеві.